# Marie Chaix
Marie Chaix, geborene Beugras (* 3. Februar 1942 in Lyon) ist eine französischsprachige Schriftstellerin mit französischer und US-amerikanischer Staatsbürgerschaft.

## Biographie
Ihre Mutter kam aus dem Elsass, ihr Vater aus Burgund. Der Vater, Albert Beugras (1903–1963), wurde als führendes Mitglied der rechtsradikalen Partei Parti populaire français (PPF) im Zweiten Weltkrieg zum Kollaborateur der deutschen Besatzungsmacht. Er verbrachte deshalb in den frühen Kinderjahren seiner jüngsten Tochter, Marie, fast zehn Jahre im Gefängnis. Marie Chaix hatte drei Geschwister. Beide Brüder starben früh; der Ältere, Jean, wurde 1945 in Deutschland wahrscheinlich bei einem Bombenangriff verschüttet. Die Schwester wurde unter dem Namen Anne Sylvestre eine anerkannte Chansondichterin und -interpretin.
Marie Chaix studierte deutsche Sprache und Literatur. Vor ihrer ersten Buchveröffentlichung war sie zeitweilig Pressesprecherin des Verlagshauses Le Seuil und arbeitete als Übersetzerin. Von 1965 bis 1970 war sie die Privatsekretärin der Chansonsängerin Barbara. Von Aspekten des Lebens derselben handelt eines ihrer Bücher.
Sie heiratete 1968 den Journalisten Jean-Francois Chaix. Nach der Trennung wurde der US-amerikanische Schriftsteller Harry Mathews ihr zweiter Ehemann. Marie Chaix lebt in den USA und Frankreich.

## Das Werk
Das literarische Werk von Marie Chaix kreist überwiegend um Biographisches, dabei meist um Mitglieder der eigenen Familie. Ihr erstes Werk, Les lauriers du Lac de Constance, ist eine Aufarbeitung der Geschichte ihres Vaters. Dies galt als großes Wagnis, weil vorher kein Kind eines französischen Kollaborateurs als solches so öffentlich aufgetreten war. Das Buch erweckte viel Aufmerksamkeit und wurde ein Bestseller. In Les Silences ou la vie d'une femme geht es um Leben und Tod ihrer Mutter. Juliette, chemin des Cerisiers handelt von der Hausangestellten, die wie eine zweite Mutter für sie und ihre Geschwister war und die auch unbezahlt bei der Familie blieb, als der Familienvater inhaftiert war.
Nach fünfzehnjähriger Veröffentlichungspause erschien 2005 L'été du sureau. Wieder ging es um Erinnerungen, deren Niederschrift durch die Trennung einer ihrer Töchter von ihrem Ehemann, dem Schriftsteller Richard Morgiève, ausgelöst wurde. Dies machte Chaix äußerst betroffen und rief bei ihr Assoziationen mit anderen Trennungeschichten in ihrem Leben und dem ihrer Familie hervor.

## Bibliografie
- Les lauriers du Lac de Constance, Le Seuil, 1974
- Les Silences ou la vie d'une femme, Le Seuil, 1976
- L'âge du tendre, Le Seuil, 1979
- Le Salon des Anges, Le Seuil, 1982
- Juliette chemin des Cerisiers, Le Seuil, 1985
- Un 21 avril à New York (journal 1980-1982), Le Seuil, 1986
- Barbara, Calmann-Lévy, 1986
- Le fils de Marthe, Calmann-Lévy, 1990
- L'été du sureau, Le Seuil, 2005
- Barbara, Maren Sell/Libella, 2007